# نوشين شهر
نوشين شهر (بالفارسية: نوشین‌شهر) هي مدينة تقع في إيران في Nazlu District. يقدر عدد سكانها بـ 6,731 نسمة .